# NGC 93
NGC 93 es una galaxia espiral interactiva que se estima está a unos 260 millones de años luz de distancia en la constelación de Andrómeda. Fue descubierta por R. J. Mitchell en 1854. La galaxia está actualmente interactuando con NGC 90.
NGC 93 y NGC 90 forman el par de galaxias interactivas Arp 65.